# 密花岩风
密花岩风（学名：Libanotis condensata）是伞形科岩风属的植物。分布在俄罗斯以及中国大陆的山西、新疆、内蒙古、河北等地，生长于海拔1,400米至2,400米的地区，多生于山坡草地、路旁及林中，目前尚未由人工引种栽培。

## 别名
山胡萝卜（河北），胡芹菜（山西）

## 异名
- Pachypleurum condensatum (L.) Korov.